# 亨娜·萨维库亚
亨娜·萨维库亚（芬蘭語：Henna Savikuja，1978年3月28日—），芬兰女子冰球运动员，场上位置是前锋。她曾代表芬兰国家队参加2002年冬季奥林匹克运动会冰球比赛，获得第4名。